# Cycnoches dianae
Cycnoches dianae är en orkidéart som beskrevs av Heinrich Gustav Reichenbach. Cycnoches dianae ingår i släktet Cycnoches, och familjen orkidéer.
Artens utbredningsområde är Panamá. Inga underarter finns listade i Catalogue of Life.